# Peire Vidal
Peire Vidal (1175 – 1205) byl okcitánský trubadúr a jeden z významných dobových zpěváků.
Vidal byl synem kožešníka z Toulouse, který se díky poezii stal šlechticem. Objevoval se na dvoře Raimonda V. z Toulouse. Možná se účastnil i Třetí křížové výpravy. Psal v letech 1180 – 1205. Vidal patří do třetí generace trubadúrů. Ve starých komentářích k básním se zachovaly jména několika dam, které opěvoval a také mnohé vtipné příhody z jeho života. 55 jeho písní se dochovalo, z nichž má 12 originální melodii.